# Cleveland (30 Rock)
"Cleveland" é o vigésimo episódio da primeira temporada da série de televisão de comédia de situação norte-americana 30 Rock. Teve o seu enredo escrito por um dos co-produtores executivos da temporada, Jack Burditt, e um dos produtores executivos da temporada, Robert Carlock, e foi dirigido por Paul Feig. A sua transmissão original nos Estados Unidos ocorreu na noite de 19 de Abril de 2007 através da rede de televisão National Broadcasting Company (NBC). Dentre as estrelas convidadas, estão inclusas Emily Mortimer, Jason Sudeikis, Maulik Pancholy, Jason Sudeikis, Kevin Brown, Grizz Chapman, Eric Dysart, e Ramsey Faragallah. O jornalista norte-americano Lester Holt fez uma participação a interpretar uma versão fictícia de si mesmo.
No episódio, Liz Lemon (interpretada por Tina Fey), argumentista-chefe do TGS with Tracy Jordan decide tirar um tempo de folga para visitar Cleveland, Ohio, cidade natal do seu namorado Floyd DeBarber (Sudeikis), após este revelar-lhe o seu desejo de voltar a morar lá. Entretanto, Tracy Jordan (Tracy Morgan), o astro do TGS, abandona a Cidade de Nova Iorque com o plano de fugir dos membros da Cruzada Negra, pois teme a sua morte. Não obstante, Liz descobre que Phoebe (Mortimer), a noiva do seu amigo Jack Donaghy (Alec Baldwin), na verdade esconde muitos segredos dele.
Em geral, embora não universalmente, "Cleveland" foi recebido com opiniões positivas pelos membros da crítica especialista em televisão do horário nobre. De acordo com os dados publicados pelo sistema de mediação de audiências Nielsen Ratings, o episódio foi assistido por uma média de 5,20 milhões de telespectadores norte-americanos, e foi-lhe atribuída a classificação de 2,7 e sete de share no perfil demográfico dos telespectadores entre os 18 aos 49 anos de idade.

## Produção

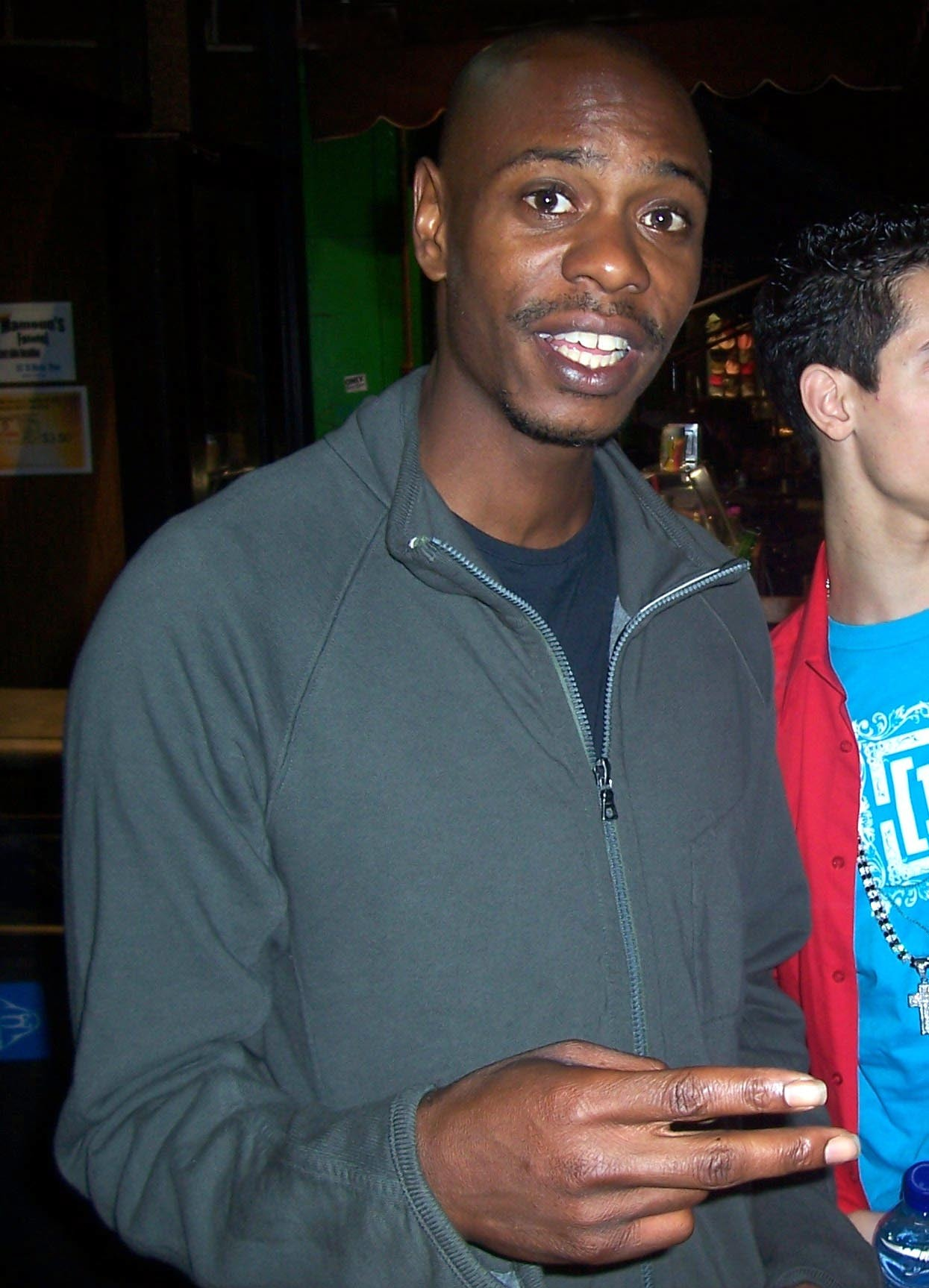
"Cleveland" fez referência à teoria de conspiração em torno do cancelamento do programa de televisão do comediante Dave Chappelle (imagem) em 2004.

O enredo de "Cleveland" foi escrito por Jack Burditt, um dos co-produtores executivos da temporada, e por Robert Carlock, um dos produtores executivos da temporada, enquanto a realização ficou sob a responsabilidade de Paul Feig. Este episódio foi o quarto a ter o seu argumento escrito por Burditt — tendo ele previamente trabalhado em "Jack Meets Dennis", "The Baby Show" e "The Fighting Irish" — e também o quarto a ter o seu guião redigido por Carlock, que previamente trabalhara nos episódios "Jack the Writer", "Jack-Tor" e "The Source Awards". Para Feig, foi o seu único trabalho em 30 Rock.
O actor e comediante Jason Sudeikis, ex-membro do elenco do programa de televisão humorístico Saturday Night Live (SNL), fez uma participação em "Cleveland" como a personagem Floyd DeBarber. Esta foi a sua sexta aparição em 30 Rock. Vários outros membros do elenco do SNL já fizeram uma participação em 30 Rock, incluindo Rachel Dratch, Andy Samberg, Chris Parnell, Fred Armisen, Kristen Wiig, Will Forte, Molly Shannon, Horatio Sanz, e Jan Hooks. Ambos Tina Fey e Tracy Morgan fizeram parte do elenco principal do SNL, com Fey sendo a argumentista-chefe do programa entre 1999 e 2006. O actor Alec Baldwin também apresentou o Saturday Night Live por dezassete vezes, o maior número de episódios por qualquer personalidade.
No enredo de "Cleveland", Tracy Jordan, personagem interpretada pelo actor Tracy Morgan, foge da Cidade de Nova Iorque para o estado da Pensilvânia de modo a escapar da Cruzada Negra. A suposta cruzada negra é uma referência à teoria de conspiração lançada em 2006 sobre um grupo similar homónimo que alegadamente estava por detrás do afastamento do apresentador de televisão Dave Chappelle do seu programa de televisão transmitido pelo Comedy Central em 2004. As cenas em "Cleveland" que têm como locação a cidade homónima situada no estado do Ohio foram na verdade filmadas em Battery Park City, no bairro de Manhattan, também localizado na Cidade de Nova Iorque. Similarmente, as cenas que têm como locação a cidade de Needmore, Pensilvânia, no episódio seguinte a este foram filmadas em Douglaston–Little Neck, situado na parte este de Queens.
O actor e comediante Judah Friedlander, intérprete da personagem Frank Rossitano em 30 Rock, é conhecido pelos seus bonés de camioneiro de marca registada que usa dentro e fora da personagem Frank. Os chapéus normalmente apresentam palavras ou frases curtas estampadas neles. Friedlander afirmou que ele próprio é quem faz os acessórios. Revelou também que "alguns deles são brincadeiras íntimas, e alguns são simplesmente piadas." A ideia veio do persona de Friedlander nas suas apresentações de comédia stand-up, nas quais os objectos de adorno estão todos estampados com a escrita "campeão mundial" em línguas e aparências diferentes. Em "Hiatus", Frank usa um boné que lê "Alabama Legsweep".

## Enredo
Quando Floyd DeBarber (interpretado por Jason Sudeikis) perde uma promoção no trabalho para Alan Garkle — um cadeirante afro-americano empregado devido à acção afirmativa — informa a Liz Lemon (Tina Fey) sobre as suas aspirações de regressar à sua cidade natal de Cleveland, Ohio. Depois de questionar a sua namorada sobre o seu próprio futuro na Cidade de Nova Iorque, ela começa a se aperceber de todos os problemas que tem com a cidade, e assim, planeam uma visita à Cleveland.
Enquanto isso, Jack Donaghy (Alec Baldwin) retorna de um fim de semana em Paris, França, com a sua noiva Phoebe (Emily Mortimer) e insiste que Liz deve conhecê-la melhor. Ele consegue convencer Liz a sair com Phoebe na companhia de Jenna Maroney (Jane Krakowski) um dia. À medida que o dia avança, Liz sente que Phoebe não é quem diz ser. As suas suspeitas são eventualmente confirmadas quando secretamente segue-a até um restaurante e vê-a de mãos dadas com um senhor muito mais velho. Isso é preocupante por duas razões: Phoebe já está envolvida com Jack, e ainda havia reivindicado ter a "Síndrome de Osso Aviário", o que implica que os seus ossos supostamente quebradiços não seriam capazes de suportar tal contacto físico intenso. Apesar de Liz tentar permanecer invisível no restaurante, Phoebe percebe a sua presença. Então, sabendo que Liz descobriu as suas mentiras, esta confronta-a, porém, Liz não está interessada nas suas desculpas, dando-lhe uma escolha: contar a Jack sobre a traição ou Liz fá-lo-á sozinha. Phoebe, já enraivada, surpreende a argumentista quando pára de falar com o seu sotaque britânico. Liz tenta informar a Jack sobre a suas descoberta, mas ele rapidamente sente-se ofendido com os seus comentários aparentemente infundados e caluniosos sobre a sua futura esposa, o que coloca uma forte pressão na relação profissional e pessoal deles.
Não obstante, Tracy Jordan (Tracy Morgan) vê-se envolvido em uma trama de assassinato de personagem. Quando Frank Rossitano (Judah Friedlander) di-lo que leu em uma revista que o actor Bill Cosby odeia Tracy, este percebe que a Cruzada Negra, uma conspiração de afro-americanos poderosos, está a destruir a sua carreira de estrela de cinema. Supostamente, a Cruzada Negra conseguiu colocar fim a todas as produções que incluíam Tracy que, temendo pela sua vida, procura refúgio em Cleveland, Ohio, de onde parte para Needmore no estado da Pensilvânia.

## Repercussão

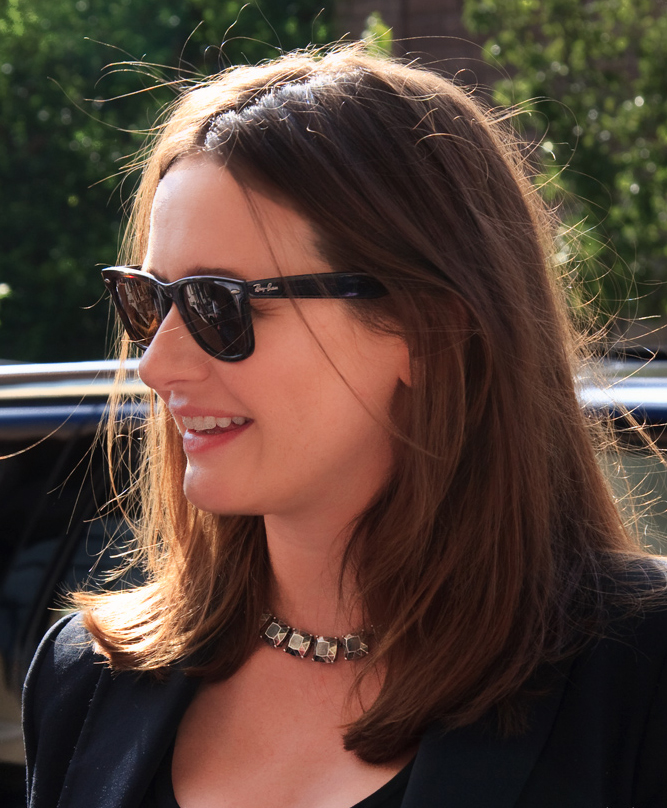
A participação de Emily Mortimer foi apreciada pelos críticos.

A transmissão original de "Cleveland" ocorreu na noite de 19 de Abril de 2007 através da NBC, rede na qual foi emitido como o vigésimo episódio da primeira temporada de 30 Rock. Naquela noite, de acordo com as estatísticas reveladas pelo serviço de mediação de audiências Nielsen Ratings, o episódio foi visto por uma média de 5,20 milhões de telespectadores e recebeu a classificação de 2,5 e sete de share no perfil demográfico de telespectadores entre os 18-49 anos de idade. O 2,5 refere-se a 2,5 por cento de todas as pessoas de 18-49 anos de idade nos EUA, e os sete refere-se a sete por cento de todas as pessoas de 18-49 anos de idades assistindo televisão no momento da transmissão.
| Críticas profissionais | Críticas profissionais |
| Avaliações da crítica  | Avaliações da crítica  |
| Fonte                  | Avaliação              |
| ---------------------- | ---------------------- |
| AOL                    | (mista)                |
| IGN                    | 9,7/10                 |
| TV Guide               | (favorável)            |

Robert Canning, analista de televisão do portal britânico IGN, achou que este "foi de longe o episódio mais engraçado, [mais] lagh-out-loud, mais próximo de genial desta temporada de 30 Rock." Ele escreveu que "não houve um momento perdido durante toda a meia-hora de exibição, que não só nos ofereceu muitas gargalhadas, mas continuou as histórias com as estimulação e facilidade fantásticas." Para ele, "a melhor parte do episódio foi, de longe, a paranoia de Tracy sobre a Cruzada Negra" e atribuiu a avaliação de 9,7 de um máximo de dez. Argumentando sobre a participação de Emily Mortimer para a revista de entretenimento TV Guide, Matt Webb Mitovich escreveu que "ela não é o primeiro pensamento para preencher uma vaga na maioria das sitcoms. Mas, aqui, ela está obviamente a saborear (como Isabella Rossellini o fez) a chance de ser um pouco maluca. Quando ela deixou o sotaque, que diversão!" Porém, nem todas opiniões foram positivas, tais como a de Anna Johns, para a coluna televisiva TV Squad do portal AOL, que "não achei 'Cleveland' quase tão engraçado quanto o episódio 'Fireworks' de há duas semanas, mas ainda foi muito bom. As melhores fontes de humor neste seriado são o estagiário Kenneth e Tracy Jordan, nenhum dos quais teve um papel muito importante nesta semana."